# Піраміда Мікерина
Піраміда Мікерина (відома також як «Піраміда Менкаура») — наймолодша та найнижча з трьох єгипетських пірамід у Гізі, зведена за часів IV династії близько 2540–2510 років до н. е. (XXVI ст. до н. е.). Всупереч прізвиську «Херу» (висока), висота піраміди ледь сягала 66 м, а довжина сторони її основи — 108,4 м. Об'єм — 260 тис. м³, що становить лише десяту частину об'єму піраміди Хеопса. Піраміда Мікерина знаменує собою кінець епохи великих пірамід.

## Опис
Внутрішнє оздоблення піраміди свідчить про відсутність єдності плану: ймовірно, початкові скромні розміри не були розраховані на спадкоємця престолу, але за період його царювання були збільшені. Піраміда Менкаура дещо вирізняється із загальної картини будівель у Гізі, і в античності її споруду іноді приписували не Мікерину, а гетері Родопіс, яка жила в часи Яхмоса II.
Незважаючи на невеликі розміри піраміди (що вважалось ознакою занепаду), потенціал у будівельників Менкаура був величезний. Про це свідчить один із монолітів вагою понад 200 тонн, який був використаний у заупокійному храмі Менкаура. Встановлення блоку такого розміру, найважчого на плато Гіза, було справжнім технічним подвигом. Інший доказ майстерності будівельників того часу — величезна статуя сидячого царя з центральної капели храму, яка була однією з найбільших в епоху Стародавнього царства.
За свідченнями очевидців, піраміда Менкаура була найгарнішою з усіх пірамід. Для скульптур часу правління Менкаура характерна найвища якість художнього виконання. Найкращими зразками були статуї з грауваки, серед яких новий тип скульптурної групи — тріади. Іншим свідченням такого прагнення до якості є ретельність виконання при будівництві царської піраміди, названої Нечері-Менкаура («Божественний Менкаура»).
Приблизно на третину своєї висоти піраміда була облицьована червоним асуанським гранітом, далі його змінювали білі плити з турського вапняку. Вершина, найімовірніше, також складалася з червоного граніту. Такою піраміда лишалася протягом чотирьох тисячоліть, поки на початку XVI століття мамелюки не зняли облицювання.
З погляду архітектоніки не було потреби зводити дуже високу піраміду, оскільки похоронну камеру почали розташовувати на рівні землі. Ідею висотного розташування камер після Хуфу (Хеопса) вже не втілювали, ймовірно, через технічні труднощі підйому блоків перекриття похоронної камери. Піраміда Менкаура є відображенням завершення цієї епохи й початку нової — де розміри пірамід «знайшли» стандарт. Справді, починаючи з царювання Менкаура висота пірамід стабілізувалася й відхилення рідко перевищували двадцять метрів.

## Піраміди цариць Менкаура

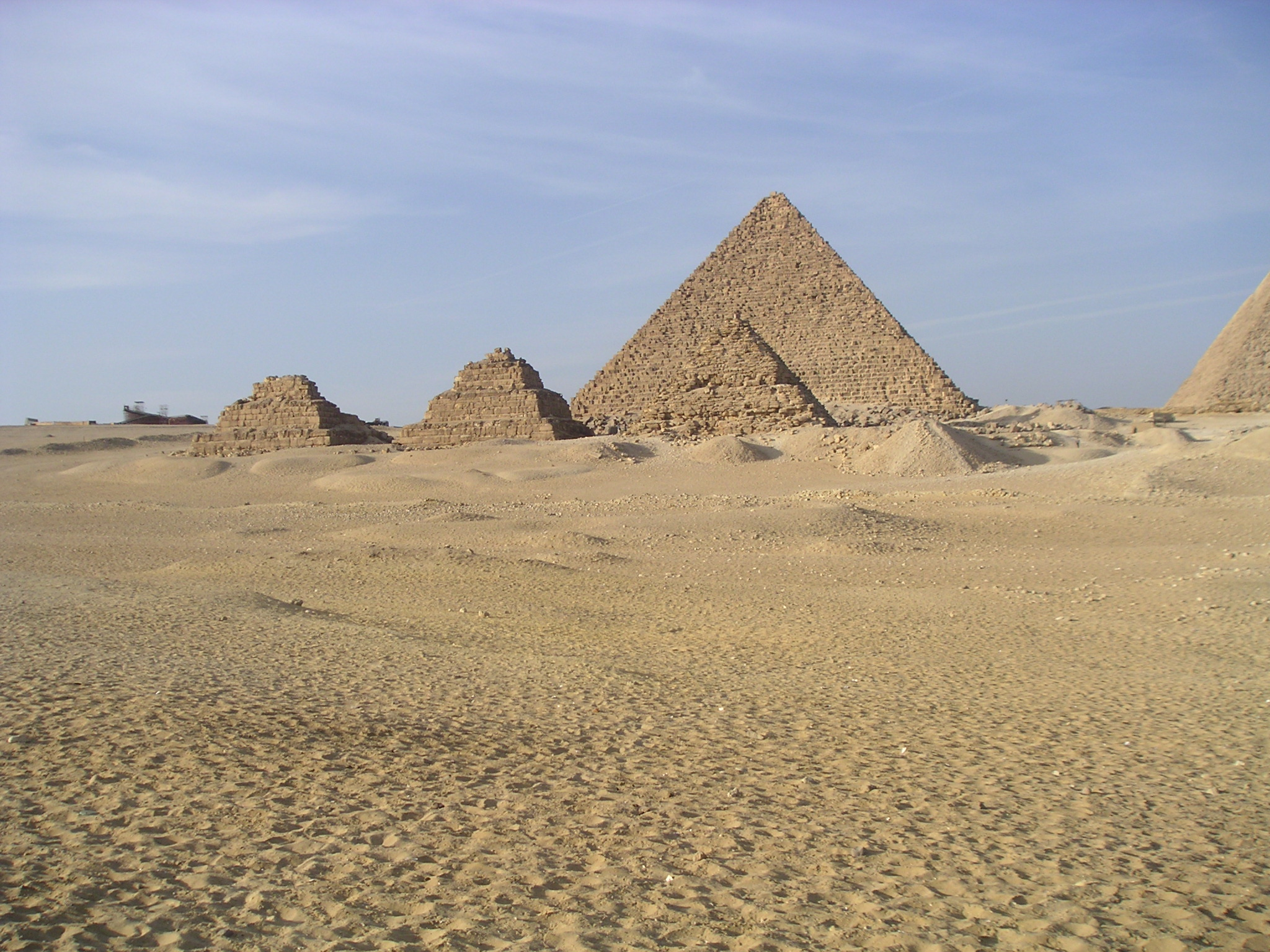
Загальний план пірамід-супутниць
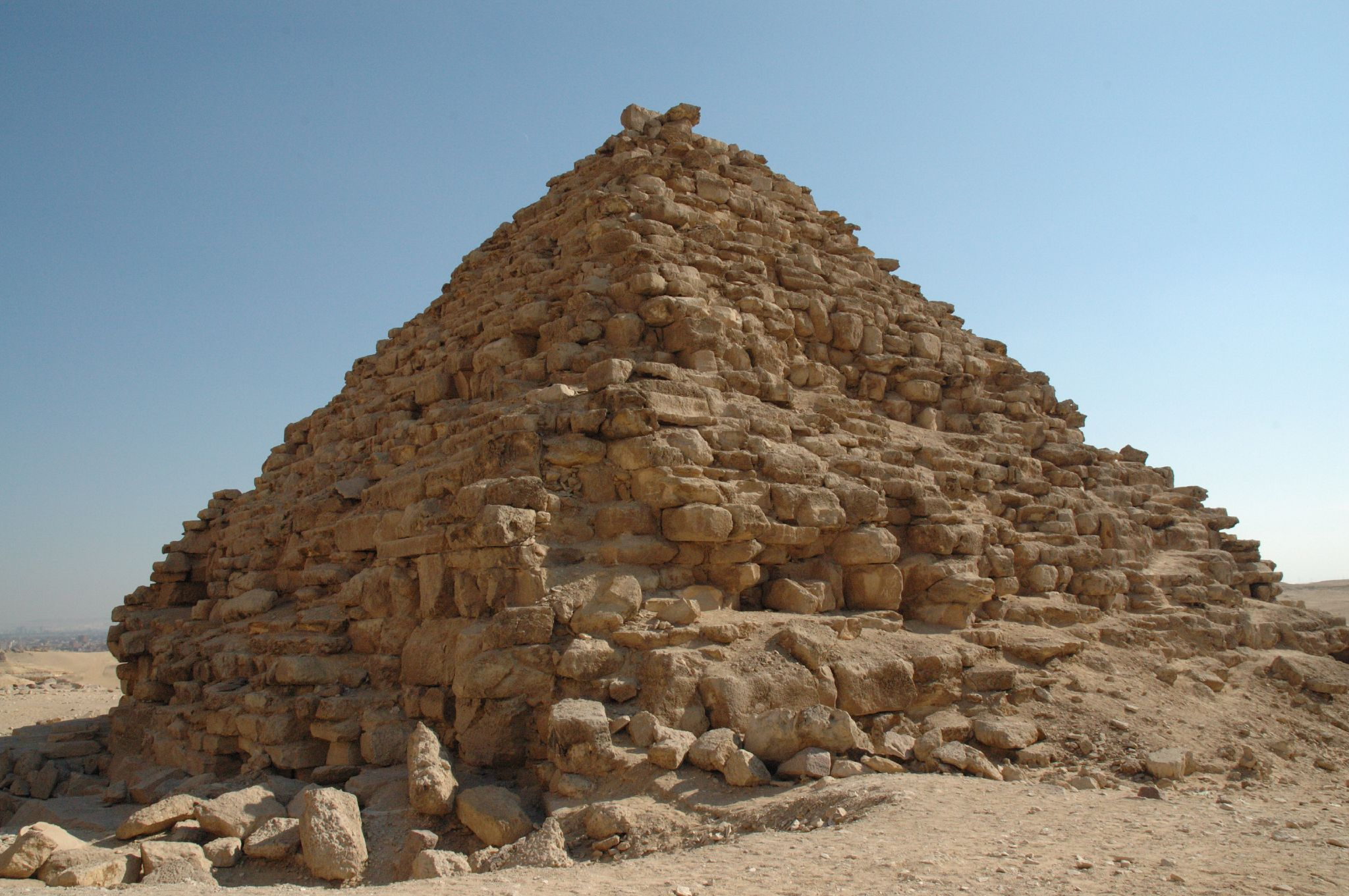
Піраміда G3-a
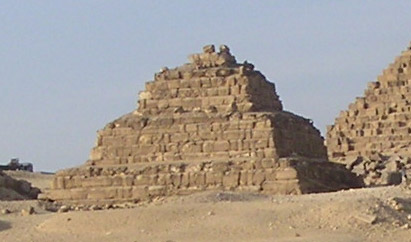
Піраміда G3-b
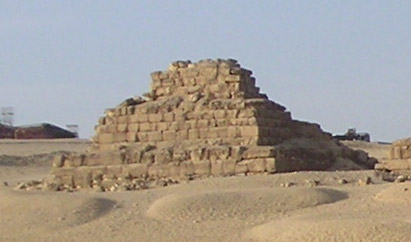
Піраміда G3-c